# غاري لي سامبسون
غاري لي سامبسون (بالإنجليزية: Gary Lee Sampson) هو قاتل فترة أمريكي، ولد في 29 سبتمبر 1959 في ويماوث في الولايات المتحدة.